# Jürgen Knorr (Manager)
Jürgen Knorr (* 23. Oktober 1932 in Berlin) ist ein deutscher Ingenieur, ehemaliges Siemens-Vorstandsmitglied, Unternehmensberater und Manager.

## Leben
Jürgen Knorr studierte Elektrotechnik an der Technischen Universität Berlin und ging danach 1957 zu Siemens, wo er anfangs als Entwicklungsingenieur tätig war.
Von 1984 bis 1996 war er Leiter des Werksbereichs Halbleiter im Unternehmensbereich Bauelemente. 1987 wurde er zusätzlich in den Zentralvorstand berufen und wurde Vorsitzender des Bereichsvorstandes Halbleiter. Knorr vertrat Siemens in zahlreichen nationalen und internationalen Verbänden und Gremien. Ihm folgte in seiner Funktion als Leiter des Werksbereichs Halbleiter, aus dem 1999 Infineon hervorging, Ulrich Schumacher, zu dessen Förderern auch Knorr zählte.
An den Vorbereitungen zur Ausgliederung der Halbleitersparte in die heutige Infineon war Knorr maßgeblich beteiligt. Dabei favorisierte er Regensburg als Standort für die Halbleiterproduktion des Konzerns. 1996 verließ er das Unternehmen.
Seit 1998 ist Knorr als Unternehmensberater und Manager in der IT- und Mikroelektronikindustrie tätig und blieb auch der europäischen Halbleiterindustrie als Vorsitzender des Politikausschusses der europäischen Vereinigung der Hersteller elektronischer Bauelemente EECA eng verbunden. Er war Gründungsvorstandsmitglied bei JESSI (Joint European Submicron Silicon Initiative) und bei MEDEA (Micro Electronics Development for European Applications), wo er von 1998 bis 2001 als Präsident und Vorstand war. Von März bis Oktober 2002 war er als Interim-CEO der von Karl Nicklaus und Partnern gegründeten ESEC tätig, deren Kapital- und Stimmenmehrheit Nicklaus 2000 an die Oerlikon-Bührle Holding verkauft hatte. Nachdem in dieser Zeit der Umsatz im Unternehmen wieder gesteigert werden konnte, widmete sich Knorr wieder seinem Amt als Vizepräsident im ESEC-Verwaltungsrat, das er bereits seit 2000 bekleidet. Seit 2005 ist er CEO bei der Dubai Silicon Oasis.

## Auszeichnungen
- 1996: Ehrendoktorwürde der Technischen Universität Wien[11]
- 1996: Matthäus-Runtinger-Medaille, Stadt Regensburg[12]
- 1998: Bundesverdienstkreuz 1. Klasse